# Zapadna polutka
0°N 90°W / 0°N 90°W
Zapadna polutka ili zapadna hemisfera geografski je izraz koji označava polovicu Zemlje koja se prostire zapadno od početnoga meridijana (koji prolazi kroz Greenwich, London, Ujedinjeno Kraljevstvo) i istočno od antimeridijana. Druga polovica se zove istočna polutka.
Vlada SAD-a koristi izraz „zapadna polutka“ kao totum pro parte za Amerike.

## Geografija
Zapadna polutka se sastoji od Amerika, zapadnih dijelova Europe i Afrike, krajnji istočni dio Rusije, raznih dijelova Oceanije, dio Antarktike, s izuzetkom nekih Aleutskih otoka jugozapadno od aljaskoga kopna. 
U pokušaju da se zapadna polutka definira kao dijelovi Zemlje koji nisu dio Staroga svijeta, postoje i projekcije koje definiraju zapadnu polutku kao prostor između 20. zapadnoga meridijana i 160. istočnoga meridijana. Ova projekcija isključuje europsko i afričko kopno i manji dio sjeveroistočnoga Grenlanda, ali uključuje većinu istočne Rusije i Oceanije.
Središte zapadne polutke nalazi se u Tihome oceanu na raskrižju 90. zapadnoga meridijana i Ekvatora, među otočjem Galápagos, Ekvador. Najbliži otok je Otok Genovesa na koordinatama 0°19′00″N 89°57′00″W / 0.316667°N 89.95°W. 
Najviša planina na zapadnoj polutki je Aconcagua (6960,8 m), dio Anda u Argentini.

## Demografija
Od ukupnoga svjetskoga stanovništva 18% stanovništva živi na zapadnoj polutki, dok preostalih 82% živi na istočnoj polutki.

## Suverene države na objema polutkama
Ispod se nalazi popis država koje su dio i zapadne i istočne polutke, u redoslijedu od sjevera prema juga:
- Danska (zbog Grenlanda i Farskih otoka, kontinentalna Danska se nalazi na istočnoj polutki)
- Norveška (zbog Jan Mayena, kontinentalna Norveška se nalazi na istočnoj polutki)
- Ujedinjeno Kraljevstvo, prolazi kroz Greenwich, London. Većina Ujedinjenoga Kraljevstva se nalazi na zapadnoj polutki
- Francuska, prolazi kroz Puynormand (Gironde). Oko trećina Francuske, uključujući gradove poput Bordeauxa i Nantesa, se nalaze na zapadnoj polutki
- Španjolska, prolazi kroz Castellón de la Planu (Valencijska Zajednica). Većina Španjolske, uključujući Madrid, Kanarske otoke i južnu polovicu španjolskoga sredozemnoga teritorijalnoga mora, Španjolska, marokanska i alžirska sredozemna teritorijalna mora su jedini dijelovi Sredozemnoga mora koji se nalaze na zašadnoj polutki.
- Alžir, prolazi kroz Stidiju. Oko četvrtina Alžira, uključujući Oran, drugi najveći alžirski grad, se nalazi na zapadnoj polutki.
- Mali, prolazi kroz Gao. Većina Malija, uključujući i glavni grad Bamako, se nalazi na zapdnoj polutki.
- Burkina Faso, prolazi kroz departman Lalgaye. Većina Burkine Faso, uključujući i glavni grad Ouagadougou, se nalazi na zapdnoj polutki.
- Gana, prolazi kroz Temu. Većina Gane, uključujući i glavni grad Accra, se nalazi na zapdnoj polutki.
- Togo, prolazi pokraj Tamija, regija Savanes.

Ispod se nalazi popis država koje su dio i zapadne i istočne polutke duž 180. meridijana, u redoslijedu od sjevera prema juga. S izuzetkom Sjedinjenih Američkih Država  (Otok Wake), sve se države nalaze na samo jednoj strani međunarodne datumske granice koja je zakrivljena oko njih.
- Rusija (Sibir, Daleki istok)
- SAD (Mali udaljeni otoci SAD-a)
- Kiribati
- Tuvalu
- Fidži
- Novi Zeland (Kermadec i Chathamski otoci se nalaze istočno od 180. meridijana)

Jedna država ima teritorij na objema polutkama, ali ni početni meridijan niti 180. meridijan ne prolaze kroz njeno područje:
- Nizozemska (otoci Karipske Nizozemske se u potpunosti nalaze na zapadnoj polutki, dok se europski dio Nizozemske u potpunosti nalazi unutar istočne polutke)

## Države i područja koji se nalazi na istočnoj polutki ali nisu dio Amerika
Ispod se nalazi popis država i teritorija koje se u potpunosti nalaze izvan Amerika, ali su u potpunosti, većinom ili djelomično dio zapadne polutke.
| Afrika U potpunosti - Azori (Portugal) - Gambija - Gvineja - Gvineja Bisau - Liberija - Madeira (Portugal) - Maroko - Mauretanija - Obala Bjelokosti - Senegal - Sijera Leone - Sveta Helena, Ascension i Tristan da Cunha - Zapadna Sahara (Nepriznata) - Zelenortska Republika Većinom - Burkina Faso - Gana - Mali Djelomično - Alžir - Togo Azija Djelomično - Rusija (Sibir) | Europa U potpunosti - Bailiwick of Guernsey (Ujedinjeno Kraljevstvo) - Alderney - Guernsey - Sark - Bailiwick of Jersey (Ujedinjeno Kraljevstvo) - Farski Otoci (Danska) - Gibraltar (Ujedinjeno Kraljevstvo) - Irska - Island - Jan Mayen (Norveška) - Otok Man (Ujedinjeno Kraljevstvo) - Rockall (Ujedinjeno Kraljevstvo) - Shetlandsko Otočje (Ujedinjeno Kraljevstvo) Većinom - Španjolska - Ujedinjeno Kraljevstvo - Engleska (Većinom) - Sjeverna Irska (U potpunosti) - Škotska (U potpunosti) - Wales (U potpunosti) Djelomično - Francuska (Kontinentalna Francuska) | Oceanija U potpunosti - Američka Samoa (Sjedinjene Američke Države) - Atol Johnston (Sjedinjene Američke Države) - Atol Midway (Sjedinjene Američke Države) - Atol Palmyra (Sjedinjene Američke Države) - Chathamski otoci (Novi Zeland) - Cookovo Otočje (Novi Zeland) - Francuska Polinezija (uključujući Tahiti) (Francuska) - Greben Kingman (Sjedinjene Američke Države) - Havaji (Sjedinjene Američke Države) - Kerdamec (Novi Zeland) - Otočje Galápagos (Ekvador) - Otok Baker (Sjedinjene Američke Države) - Otok Clipperton (Francuska) - Otok Howland (Sjedinjene Američke Države) - Otok Jarvis (Sjedinjene Američke Države) - Niue (Novi Zeland) - Pitcairnovo Otočje (Ujedinjeno Kraljevstvo) - Samoa - Tokelau - Tonga - Uskršnji otok (Čile) Većinom - Kiribati - Wallis i Futuna (Francuska) Djelomično - Fidži - Tuvalu |